# Љубомир Давидовић
Љубомир М. Давидовић (Влашка, 24. децембар 1863 — Београд, 19. фебруар 1940) је био српски и југословенски политичар. Године 1912. је постао вођа Самосталне радикалне странке, оснивач и вођа Демократске странке од 1919. до смрти 1940. Након Првог светског рата и стварања Краљевине СХС, састављао је испред своје странке Владу три пута (два пута 1919. и једном 1924), али је на њој остао размерно кратко, свега 289 дана.
Године 1905. је био председник Народне скупштине. У више наврата министар просвете 1904, 1914−1917. и 1918−1919. и министар унутрашњих дела 1920. Председник Београдске општине 1909−1914.
Био је активан члан и једно време председник Народне одбране.

## Биографија
Школовао се у Београду. Завршио је природни одсек на Филозофском факултету Велике школе и био је професор гимназије у унутрашњости Србије. Био је чак и професор престолонаследнику Александру Карађорђевићу, са којим је у време његове владавине, иако оштро супротстављен, нарочито његовој личној диктатури из 1929, до његове погибије, остао у добрим личним односима.
Био је у Народној радикалној странци и 1901. године је био у крилу које се издвојило. Године 1912. постаје вођа Самосталне радикалне странке (од 1919. се обједињује у Демократску странку). Био је министар просвете (1904), председник Општине Београдске (1909), председник Народне скупштине (1909) па министар просвете (1904). Током повлачења српске војске био је задужен за смештај и образовање избегличке деце на грчком острву Крфу. Захваљујући њему су на Крфу излазиле и српске новине.
После уједињења Краљевине СХС, Самостална радикална странка се ујединила са странкама Хрватско-српске коалиције, Српском напредном странком, Либералном странком и групама из Словеније, Босне и Херцеговине, Македоније и Црне Горе у Демократску странку. За председника министарског савета изабран је 16. августа 1919. и на том положају остао је 19. фебруара 1920. Осим своје странке, Давидовићева влада је имала и подршку Социјалдемократске странке Витомира Кораћа. Демократско-социјалдемократска влада се залагала за социјалне реформе (укључујући и аграрну реформу) и централистичко државно уређење.
За разлику од радикала који су били хомогена странка који су своје упориште имали у крајевима насељеним Србима, Демократска странка није била хомогена странка. У њој су се и даље разликовали бивши српски самостални радикали окупљени око Давидовића и блок демократа из пречанских крајева окупљени око Светозара Прибићевића. За разлику од Давидовића, који је био вољан на споразум са хрватским политичарима, Прибићевић је био чврсто централистички настројен. Упркос свим својим разликама, демократе и радикали ће успети да изгласају Видовдански устав.
Други пут је постао председник Министарског савета 27. јула 1924. и на том месту остао само до 6. новембра 1924. Давидовић је образовао коалицију са Словеначка народна странка, Југословенском муслиманском организацијом и групом радикалских дисидената око Настаса Петровића. Земљорадничка странка је подржавала владу, али није била њен део. У свом другом мандату Давидовић је покушао да се споразуме са Стјепаном Радићем и Хрватском сељачком странком, најјачом хрватском странком, око децентрализације државе и хрватске самоуправе. Због тога се из Демократске странке одвојио део окупљен око Светозара Прибићевића који је основао Самосталне демократске странке, која је окупљала углавном пречанске Србе.
Председник је Демократске странке од оснивања 1919. године до смрти 1940. године. На месту председника Демократске странке га је наследио Милан Грол.
До самог краја живота се залагао за југословенску идеју и демократске принципе.
Син јединац Миодраг је био ђак наредник, затим "потпоручник водник". Учествовао је у повлачењу преко Албаније са војницима. Страдао је на Солунском фронту 1916. у околини Старковог Гроба одн. Скочивира - нестао је у потрази за једном патролом, по свему судећи убијен је од Бугара. После рата су умрли и кћерка Десанка Аранђеловић, од болести, 26. априла 1925, и унуче, а супруга Дара 11. септембра 1931.